# بخش پرزیدنت روکه سانز پنیا
بخش پرزیدنت روکه سانز پنیا (به اسپانیایی: Departamento Presidente Roque Sáenz Peña) یک منطقهٔ مسکونی در آرژانتین است که در استان کوردوبا، آرژانتین واقع شده‌است. بخش پرزیدنت روکه سانز پنیا ۸٬۲۲۸ کیلومتر مربع مساحت و ۳۴٬۶۴۷ نفر جمعیت دارد.